# フィオラーノ・モデネーゼ
フィオラーノ・モデネーゼ（伊: Fiorano Modenese）は、イタリア共和国エミリア＝ロマーニャ州モデナ県にある、人口約17,000人の基礎自治体（コムーネ）。
フェラーリの本拠地であるマラネッロの西隣に位置する町である。スクーデリア・フェラーリの専用サーキットであるフィオラノ・サーキットは本町域内に所在する。

## 地理

### 位置・広がり
モデナ県中部の町である。マラネッロから西北西へ3km、県都モデナから南南西へ15km、州都ボローニャから西へ41kmの距離にある。町域の東端、マラネッロとの境界にフィオラノ・サーキットが存在する。

#### 隣接コムーネ
隣接するコムーネは以下の通り。
- フォルミージネ - 北
- マラネッロ - 東
- セッラマッツォーニ - 南
- サッスオーロ - 西

### 気候分類・地震分類
フィオラーノ・モデネーゼにおけるイタリアの気候分類 (it) および度日は、zona E, 2400 GGである。
また、イタリアの地震リスク階級 (it) では、zona 2 (sismicità media) に分類される。

## 行政

### 分離集落
フィオラーノ・モデネーゼには、以下の分離集落（フラツィオーネ）がある。
- Nirano, Spezzano, Ubersetto

## 文化・観光・施設
フィオラノ・サーキット
町域東端にフィオラノサーキット（ピスタ・ディ・フィオラノ）がある。このサーキットはフェラーリ社のテストコースとして1972年に完成した。フェラーリの本社工場はマラネッロの町域西端近くにあるため、両者はほぼ隣接した位置関係にある。
- 外部から見たサーキット

サルセ・ディ・ニラノ
町域の南部には泥火山サルセ・ディ・ニラノがある。サルセ・ディ・ニラノ州立自然保護区 (it:Riserva naturale regionale delle Salse di Nirano) が設定されており、EUは「種にとって重要な場」(SCI) (Site of Community Importance) に指定している。
- 噴出孔群
- 噴出孔

スペッツァーノ城
スペッツァーノ城 (it:Castello di Spezzano) は、町域東部のスペッツァーノにある、11世紀から16世紀にかけて建てられた城館である。16世紀には、サッスオーロのシニョーリであったピオ・ディ・サヴォイア家 (it:Pio di Savoia) が所有した。この家門最後の所有者となったマルコ3世・ピオ・ディ・サヴォイア (it:Marco III Pio di Savoia) は、枢機卿アレッサンドロ・ファルネーゼの娘で美女として知られたクレーリア・ファルネーゼ (it:Clelia Farnese) の夫である。現代では市の所有となっており、美術館として使われている。

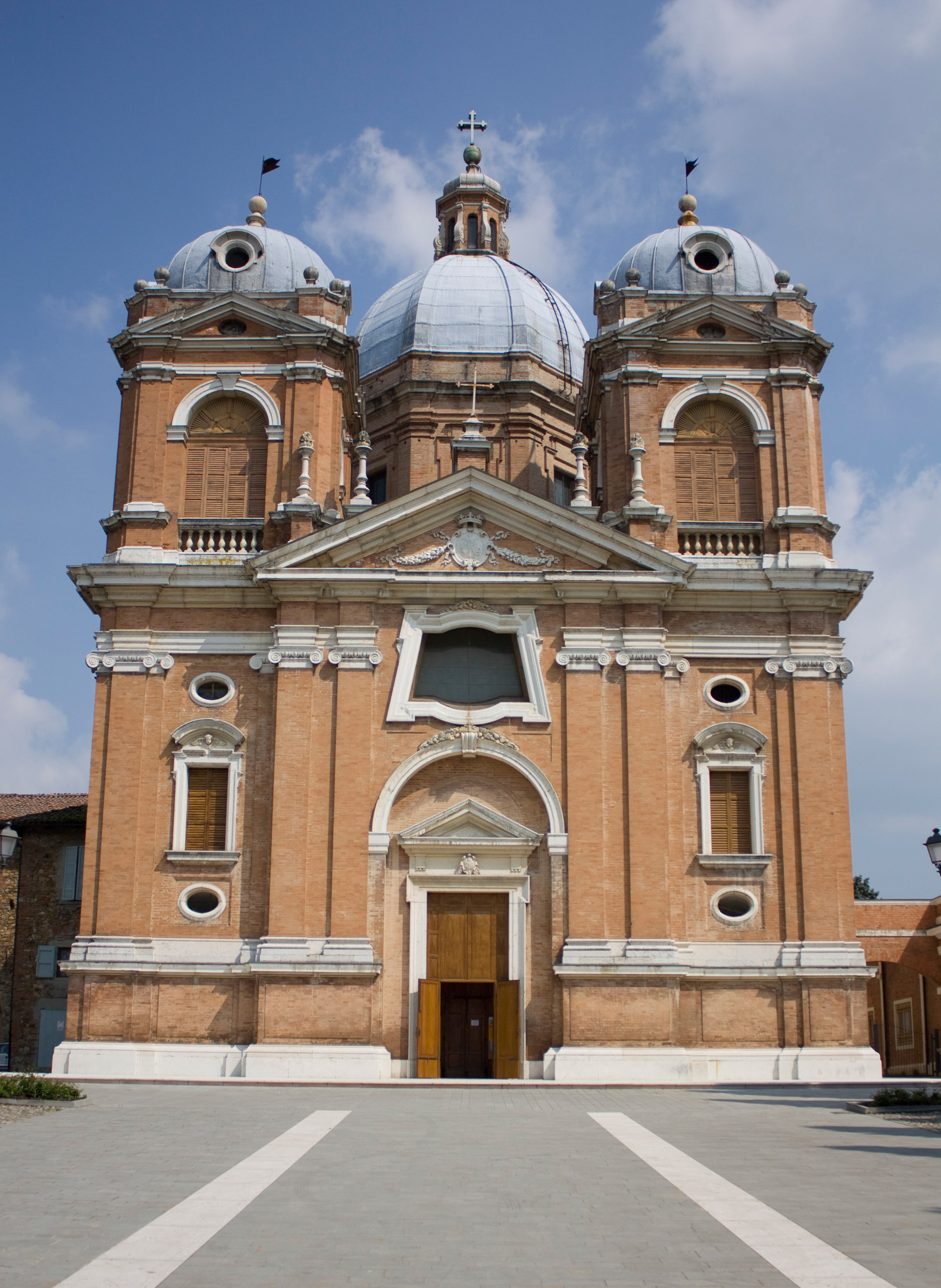
Santuario della Beata Vergine del Castello

ベアタ・ヴェルジーネ・デル・カステッロ聖堂
ベアタ・ヴェルジーネ・デル・カステッロ聖堂 (it:Santuario della Beata Vergine del Castello) は、聖母マリアに奉献された聖堂で、フィオラーノの集落にある。

## 交通

### 道路
主要な道路
- SP467  (it:Strada statale 467 di Scandiano)
- SS724  (it:Strada statale 724 Tangenziale Nord di Modena e diramazione per Sassuolo)

### 鉄道
- モデナ＝サッスオーロ線 (it:Ferrovia Modena-Sassuolo) 
  - フィオラーノ駅 (it:Stazione di Fiorano)

## 人物

### 出身者
- パオロ・モネッリ (it:Paolo Monelli)  - ジャーナリスト・作家・軍人

## 姉妹都市
- サン・ドナート・ディ・ニネーア、イタリア コゼンツァ県
- オツィエーリ、イタリア サッサリ県
- ブルゴス、イタリア サッサリ県
- ブルテーイ、イタリア サッサリ県
- イッティレッドゥ、イタリア サッサリ県
- Onda、スペイン

友好都市（Città amiche）
- ナルド、イタリア レッチェ県
- チェレンツァ・ヴァルフォルトーレ、イタリア フォッジャ県